# Dynamene bidentata
Dynamene bidentata là một loài chân đều trong họ Sphaeromatidae. Loài này được Adams miêu tả khoa học năm 1800.